# Ilema melanochlora
Ilema melanochlora är en fjärilsart som beskrevs av George Francis Hampson 1895. Ilema melanochlora ingår i släktet Ilema och familjen tofsspinnare. Inga underarter finns listade i Catalogue of Life.